# Chavarriella syncrasis
Chavarriella syncrasis är en fjärilsart som beskrevs av Louis Beethoven Prout 1912. Chavarriella syncrasis ingår i släktet Chavarriella och familjen mätare. Inga underarter finns listade i Catalogue of Life.